# Arjan Ariëns Kappers
Arjan Ariëns Kappers (1946) is een Nederlands klarinettist, basklarinettist en componist.

## Opleiding
Ariëns Kappers studeerde klarinet, basklarinet en schoolmuziek op het Amsterdams Conservatorium. Basklarinet studeerde hij bij Ru Otto, de basklarinettist van het Amsterdams Philharmonisch Orkest en hoofddocent aan het conservatorium. Hierna ging hij werken als uitvoerend musicus in diverse ensembles. In de jaren zeventig en tachtig vormde hij samen met de pianist Ronald Brautigam en coloratuursopraan Dieuwke Aalbers jarenlang het Arcturus Trio - genoemd naar de woonboot in Amsterdam waar Ariëns Kappers woont aan het Jaagpad - dat een divers repertoire uitvoerde. Hij was in 1980 medeoprichter van het twaalfkoppig orkest Nieuw Ensemble dat onder leiding staat van de dirigent Ed Spanjaard. Het ensemble heeft een repertoire van meer dan vierhonderd stukken.

## Docentschap en compositie
Ariëns Kappers was tevens docent aan de Amsterdamse Theaterschool en ging zich daarbij ook richten op het schrijven van muziek voor theater- en dansvoorstellingen en componeerde ook zelfstandig werk. Hij was tot 2005 tevens hoofdvakdocent klarinet aan het Conservatorium Alkmaar, onderdeel van de Hogeschool Alkmaar. Zijn repertoire als uitvoerend musicus is divers en strekt zich uit van klassiek tot modern.

## Composities
- Rooksignalen. Stuk voor fluit, viool cello en harp. 1982
- No cure, no play. Stuk voor fluit en piano. 1983[2]
- Le Jardin Secret, Interactive video-installation samen met Lydia Schouten, 2007[3]
- A Song for Mannahata, Mixed Media Installation soundscape. I.s.m. Lydia Schouten, 2013[4]